# Мурашниця кундинамарська
Мурашниця кундинамарська (Grallaria kaestneri) — вид горобцеподібних птахів родини Grallariidae.

## Назва
Вид названо на честь американського дипломата та орнітолога-любителя Пітера Кестнера, який відкрив цей вид, а також на знак визнання його інтересу до колумбійської орнітології.

## Поширення
Ендемік Колумбії. Його ареал обмежений східним схилом Анд в Кундинамарці. Населяє дуже вологий первинний і вторинний хмарний ліс на верхніх субтропічних висотах від 1800 до 2300 м.

## Опис
Його довжина становить 15,5 см. Оперення оливково-коричневе з білим оком. Має біле горло і сірувато-оливкові груди з тонкими білими прожилками.

## Спосіб життя
Харчується комахами, павуками та дощовими хробаками, яких підбирає з землі або у підстилці.